# Kabinet-Heemskerk
Het kabinet-Heemskerk was een christelijk Nederlands kabinet dat regeerde van 12 februari 1908 tot en met 29 augustus 1913. Het is, met 2025 dagen, het langstzittende kabinet ooit.
Dit coalitiekabinet was tot 1909 een minderheidskabinet. Na de verkiezingen van dat jaar kon het kabinet wel op een Kamermeerderheid rekenen. Centraal staan in deze kabinetsperiode de pogingen van minister Aritius Sybrandus Talma om sociale wetgeving tot stand te brengen.
Het kabinet telt naast ministers van de katholieken en de Anti-Revolutionaire Partij (ARP) enkele partijloze bewindslieden.
Er komen een Invaliditeits- en Ziektewet tot stand. De wetten worden echter nog niet direct ingevoerd. Een voorstel ter regeling van de arbeidsduur in het bakkersbedrijf strandt in de Tweede Kamer door tegenstand van een deel van de coalitiepartijen.

## Bijzonderheden
- Een wetsvoorstel van minister Kolkman om de invoerrechten te verhogen, komt niet meer in behandeling.
- Op de derde dinsdagen van 1911 en 1912 worden in Den Haag door de socialisten massabetogingen gehouden voor algemeen kiesrecht.
- Minister Colijn brengt in 1913 een nieuwe Militiewet tot stand, waardoor de dienstplicht wordt uitgebreid.

## Ambtsbekleders
| Ambtsbekleders | Ambtsbekleders                    | Ambtsbekleders                                           | Ministers / Ministerie | Ministers / Ministerie         | Termijn                                         | Partij                      |
| -------------- | --------------------------------- | -------------------------------------------------------- | ---------------------- | ------------------------------ | ----------------------------------------------- | --------------------------- |
|                | T. (Theo) Heemskerk               | mr. T. (Theo) Heemskerk (1852–1932)                      | Voorzitter             |                                | 12 februari 1908 – 29 augustus 1913             | ARP                         |
| Minister       | T. (Theo) Heemskerk               | mr. T. (Theo) Heemskerk (1852–1932)                      | Binnenlandse Zaken     |                                | 12 februari 1908 – 29 augustus 1913             | ARP                         |
|                | R. (René) de Marees van Swinderen | jhr.mr.dr. R. (René) de Marees van Swinderen (1860–1955) | Minister               | Buitenlandse Zaken             | 12 februari 1908 – 29 augustus 1913             | O (Christelijk- Historisch) |
|                | M.J.C.M. Kolkman                  | mr. M.J.C.M. Kolkman (1853–1924)                         | Minister               | Financiën                      | 12 februari 1908 – 29 augustus 1913             | ABRK                        |
|                | A.P.L. (Anton) Nelissen           | mr. A.P.L. (Anton) Nelissen (1851–1921)                  | Minister               | Justitie                       | 12 februari 1908 – 11 mei 1910 (afgetreden)     | ABRK                        |
|                | T. (Theo) Heemskerk               | mr. T. (Theo) Heemskerk (1852–1932)                      | Minister               | Justitie                       | 11 mei 1910 – 7 juni 1910 (waarnemend)          | ARP                         |
|                | E.R.H. (Robert) Regout            | mr. E.R.H. (Robert) Regout (1863–1913)                   | Minister               | Justitie                       | 7 juni 1910 – 18 januari 1913 (overleden)       | ABRK                        |
|                | T. (Theo) Heemskerk               | mr. T. (Theo) Heemskerk (1852–1932)                      | Minister               | Justitie                       | 18 januari 1913 – 29 augustus 1913 (waarnemend) | ARP                         |
|                | A.S. (Syb) Talma                  | A.S. (Syb) Talma (1864–1916)                             | Minister               | Landbouw, Nijverheid en Handel | 12 februari 1908 – 29 augustus 1913             | ARP                         |
|                | F.H.A. Sabron                     | luitenant-generaal F.H.A. Sabron (1849–1916)             | Minister               | Oorlog                         | 12 februari 1908 – 27 juli 1909 (afgetreden)    | O                           |
|                | W. (Wouter) Cool                  | generaal-majoor W. (Wouter) Cool (1848–1928)             | Minister               | Oorlog                         | 27 juli 1909 – 4 januari 1911 (afgetreden)      | O (Liberaal)                |
|                | H. (Hendrik) Colijn               | H. (Hendrik) Colijn (1869–1944)                          | Minister               | Oorlog                         | 4 januari 1911 – 29 augustus 1913               | ARP                         |
|                | J. (Jan) Wentholt                 | viceadmiraal J. (Jan) Wentholt (1851–1930)               | Minister               | Marine                         | 5 augustus 1907 – 14 mei 1912 (afgetreden)      | O (Liberaal)                |
|                | H. (Hendrik) Colijn               | H. (Hendrik) Colijn (1869–1944)                          | Minister               | Marine                         | 14 mei 1912 – 29 augustus 1913                  | ARP                         |
|                | J.G.S. (Gustaaf) Bevers           | mr. J.G.S. (Gustaaf) Bevers (1852–1909)                  | Minister               | Waterstaat                     | 12 februari 1908 – 5 januari 1909 (overleden)   | ABRK                        |
|                | A.S. (Syb) Talma                  | A.S. (Syb) Talma (1864–1916)                             | Minister               | Waterstaat                     | 5 januari 1909 – 21 januari 1909 (waarnemend)   | ARP                         |
|                | L.H.W. (Louis) Regout             | mr. L.H.W. (Louis) Regout (1861–1915)                    | Minister               | Waterstaat                     | 21 januari 1909 – 29 augustus 1913              | ABRK                        |
|                | T. (Theo) Heemskerk               | mr. T. (Theo) Heemskerk (1852–1932)                      | Minister               | Koloniën                       | 12 februari 1908 – 20 mei 1908 (waarnemend)     | ARP                         |
|                | A.W.F. Idenburg                   | A.W.F. Idenburg (1861–1935)                              | Minister               | Koloniën                       | 20 mei 1908 – 16 augustus 1909 (afgetreden)     | ARP                         |
|                |                                   | J.H. (Jan Hendrik) de Waal Malefijt (1852–1931)          | Minister               | Koloniën                       | 16 augustus 1909 – 29 augustus 1913             | ARP                         |

## Mutaties
In juli 1909 neemt minister Sabron van Oorlog ontslag vanwege zijn gezondheid. Zijn opvolger is generaal-majoor Cool, de inspecteur van het militair onderwijs.
Minister van Koloniën Idenburg wordt in augustus 1909 benoemd tot Gouverneur-generaal van Nederlands-Indië. Hij wordt opgevolgd door het Tweede Kamerlid De Waal Malefijt.
In 1910 treedt minister Nelissen vanwege zijn gezondheid af. Het katholieke Tweede Kamerlid Robert Regout volgt hem op.
De Tweede Kamer brengt in 1910 minister Cool ten val vanwege zijn voorstellen met betrekking tot de pensionering van officieren.
Het afstemmen van een nieuw pantserschip door de Tweede Kamer is in 1912 voor minister Wentholt reden om af te treden.